# Lozier Motor Company

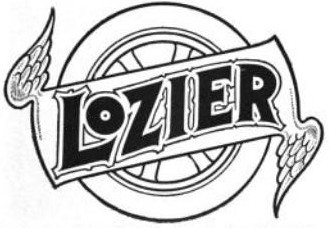
Logo (1906)

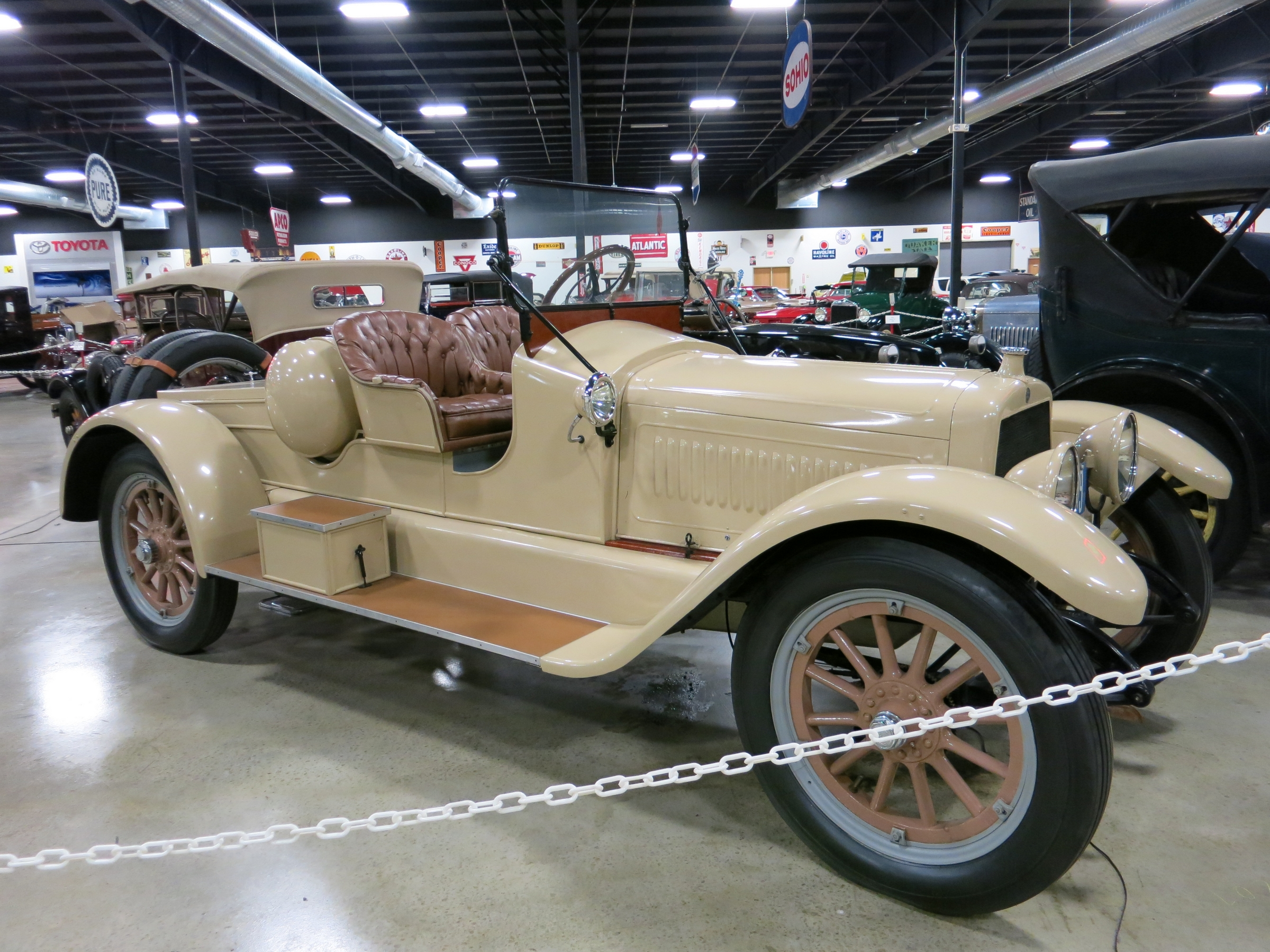
Lozier (1915)

Die Lozier Motor Company war ein US-amerikanischer Fahrrad- und Automobilhersteller. Die Gesellschaft stellte Luxuswagen her und war 1900–1910 in Plattsburgh (New York) und 1910–1918 in Detroit (Michigan) ansässig.

## Nähmaschinen und Fahrräder
Das Unternehmen wurde von Henry Abraham Lozier aus Indiana als Henry A. Lozier and Company in Cleveland (Ohio) gegründet. Es stellte Nähmaschinen und Fahrräder her. Letztere wurden unter dem Markennamen Cleveland verkauft und waren sehr erfolgreich. Auf dem Höhepunkt des Fahrradbooms begann sich Lozier nach anderen Produkten umzusehen. Werkleiter George R. Burwell und Techniker John G. Perrin schlugen Verbrennungsmotoren vor. Unter Burwells Leitung wurde ein Entwicklungsteam gegründet, dem auch der Fahrradmechaniker Frederick C. Chandler angehörte. 1898 experimentierten sie mit einem Dampfwagen nach dem Serpollet-Prinzip und konstruierten ein an das Rochet-Motordreirad angelehntes Fahrzeug mit De-Dion-Bouton-Einzylindermotor. Möglicherweise war auch Harry A. Lozier, der Sohn des Firmengründers, an dieser Entwicklung beteiligt. Einer der ersten Motoren trieb ein Motorboot an, mit dem eine erfolgreiche Testfahrt von Cleveland über den Eriekanal und den Hudson River nach Plattsburgh am Lake Champlain durchgeführt wurde, wo neue Produktionsanlagen geplant waren. Zu dieser Zeit wurde der Firmenname in Lozier Manufacturing Company geändert.

## A.B.C. und der Cleveland Three-Wheeler
Eine Produktion von 100 Dreirädern wurde vorbereitet.
1897 oder 1898 verkaufte Henry Lozier die auf vier Fabriken verteilte Fahrradproduktion (u. a. in Toledo (Ohio)) für vier Millionen US$ – und damit mit großem Gewinn – an die American Bicycle Company (A.B.C.) von Albert Augustus Pope in Hartford (Connecticut), den größten Fahrradhersteller der USA. Teil des Deals waren Rechte und vorhandene Komponenten am Motordreirad, das im Januar 1900 an der jährlichen Fahrradausstellung im New Yorker Madison Square Garden präsentiert wurde.
Hergestellt wurde es von 1900 bis 1901 von der A.B.C. als Cleveland Three-Wheeler am von Lozier vorbereiteten Standort in Cleveland. Etwa 100 Exemplare wurden gebaut.

## Lozier Motor Company
Henry Lozier zog sich weitgehend vom Geschäft zurück, das nun Harry Lozier führte. Zum Bau einer Automobilfabrik in Plattsburgh brauchte er trotzdem die Zustimmung des Vaters. Zunächst stellten sie Bootsmotoren her und reparierten Automobile anderer Marken. Die nicht verkauften Teile von Lozier Manufacturing wurden 1900 als Lozier Motor Company mit Sitz in Plattsburgh organisiert.

### Industriespionage
1901 entstanden zwei weitere Prototypen, davon einer mit Dampf- und einer mit Benzinantrieb. Burwell war vom Ergebnis nicht überzeugt. 1902 schickte er den Ingenieur J.M. Whitbeck nach Europa mit dem Auftrag, sich dort über den Stand der Technik zu informieren. Im folgenden Januar verließ John Perrin das Unternehmen. Inoffiziell blieb er ihm aber verbunden; Burwell bezahlte seinen Lohn und seine Spesen. Dafür schaute sich Perrin bei den Importeuren ausländischer Modelle an der Ostküste um und berichtete über technische Details. Als der wohlhabende Fotograf und Geschäftsmann James L. Breese eine Panne mit seinem Mercedes hatte, bot ihm Burwell eine kostenlose Reparatur an. Natürlich untersuchte er bei dieser Gelegenheit die fortschrittlichen technischen Lösungen des deutschen Fahrzeugs.
Im Mai 1903 starb Henry Lozier und Harry übernahm die Firma ganz. Whitbeck brachte Detailzeichnungen von Fahrzeugen führender Hersteller mit, darunter Mercedes, Mors, Charron, Darracq und C.G.V.

### Lozier-Automobile

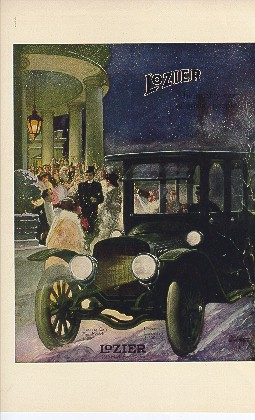
Werbeschrift für einen Lozier Modell 51 (1912) zum Preis von US$ 5.000

1905 wurde an der New York Auto Show im Madison Square Garden das erste eigene Auto vorgestellt, das weitgehend von John Perrin entwickelt worden war. Lozier waren Luxusautomobile und gehörten neben Marken wie Alco, Pierce-Arrow, Locomobile, Cunningham, Chadwick, Simplex oder Thomas eine Zeit lang zu den teuersten, in den USA erhältlichen Autos. 1910 wurden die Modelle zu Preisen zwischen US$ 4600 und US$ 7750 angeboten. Im selben Jahr gab es einen Cadillac für US$ 1600 und einen Packard für US$ 3200. Der jährliche Durchschnittslohn der Amerikaner lag damals bei ca. US$ 750.-, ein Ford Modell T Touring kostete 1910 US$ 950; ein Preis, der sich bis Ende 1916 noch halbieren sollte.
Bereits 1909 gelangte eine Investorengruppe um den Detroit Athletic Club und Harry M. Jewett, der bereits die Paige-Detroit Motor Car Company kontrollierte, mit einem Finanzierungsangebot an Harry Lozier. Analog dem erfolgreichen Geschäftsmodell von Packard wollten sich die neuen Anleger an Lozier beteiligen und die Produktion steigern. Nach anfänglichem Zögern und unter Zusicherung einer Mehrheit von 51 % stimmte Lozier im Februar 1910 zu. Die neuen Miteigentümer organisierten Kapital von zwei Millionen US$, das sie zur einen Hälfte selber beisteuerten und zur anderen an der New Yorker Börse organisierten. Der Architekt Albert Kahn wurde mit dem Bau einer neuen Fabrik an der Mack Avenue in Detroit beauftragt. Sie wurde 1911 bezogen. Kahn hatte zuvor die Packard-Fabrik in Detroit als erste Produktionsanlage in Stahlbeton-Bauweise erstellt.
Um diese Zeit ging Burwell in den Ruhestand; Nachfolger als Chefingenieur wurde George Perrin. Auch Frederick Chandler stieg im Unternehmen auf. Nach einer Zeit in Hamburg als Repräsentant der Marke in Deutschland wurde er Verkaufsleiter bei Lozier. Es zeigte sich aber bald, dass die Ansichten der Investoren und des Leitungsteams immer weniger zusammen passten. Mit dem Auftauchen neuer Automobilhersteller geriet Lozier zudem immer mehr unter Druck. Im Juli 1912 musste Harry Lozier gehen. Frederick Chandler verließ 1913 mit vier leitenden Angestellten, darunter Whitbeck, das Unternehmen und gründete seine eigene Firma, die Chandler Motor Car Company, die ähnliche Autos wie Lozier herstellte, aber zu einem deutlich geringeren Preis. Chandler nahm viele Führungskräfte von Lozier mit, ein Aderlass, von dem sich Lozier nie wieder erholte. Perrin wäre auch gern gegangen, war aber vertraglich bis 1915 an Lozier gebunden. Jewett setzte Joseph M. Gilbert als neuen Geschäftsführer ein.
1913 aber stellte Lozier in Los Angeles das Modell Big Six vor, dessen Motor 88 bhp (65 kW) entwickelte und der serienmäßig mit elektrischer Beleuchtung ausgestattet war. Die Tourenwagen und Roadster kosteten US$ 5000, die Limousinen und Landaulets US$ 6500. Ihm folgte der Light Six Metropolitan (52 bhp (38 kW)) mit elektrischem Anlasser und elektrischer Beleuchtung. Der Runabout kostete US$ 3250, das Coupé US$ 3850 und die Limousine US$ 4450.
Lozier wollte sich mit Fahrzeugen der Mittelklasse retten und bot 1914 einen von Perrin konstruierten Vierzylinderwagen für US$ 2000 an. Diesem Model 84 war kein Verkaufserfolg beschieden und die finanzielle Lage der Firma verschlechterte sich ständig. Auch der Umzug in kleinere Anlagen half nicht. Nach einem erfolglosen Fusionsversuch mit Ford musste die Gesellschaft 1915 Insolvenz anmelden.
Wegen seines kleinen Marktsegmentes wurden nur einige Tausend Loziers während der kurzen Existenzzeit der Firma gefertigt. 1912 war das beste Jahr mit 600 Fahrzeugen.
Bis 1918 hielten verschiedene Konkursverwalter die Produktion (5 Autos pro Tag) noch aufrecht, dann schloss die Firma endgültig ihre Tore.

## Motorsport
1911 wurde ein Lozier beim ersten Indianapolis-500-Rennen gemeldet. Der Wagen mit Ralph Mulford als Fahrer belegte nach einer umstrittenen Entscheidung der Rennleitung den zweiten Platz hinter Ray Harroun mit seinem Marmon Wasp, aber viele Zuschauer meinten, dass Mulfords Lozier eigentlich das Rennen gewonnen hätte. Am 19. März desselben Jahres verkündete eine Werbeschrift von Lozier, dass ein serienmäßiges Modell 51 mit 51 bhp (37,5 kW), gefahren von Teddy Tetzlaff, einen Weltrekord über 100 Meilen (161 km) in 1:14:29 h aufgestellt hätte. Mulford wurde A.A.A.-Champion des Jahres 1911.

## Lozier-Modelle
| Modell         | Bauzeitraum      | Zylinder | Leistung               | Radstand     |
| -------------- | ---------------- | -------- | ---------------------- | ------------ |
| B              | 1905             | 4 Reihe  | 35 bhp (25,7 kW)       | 2934 mm      |
| C              | 1906             | 4 Reihe  | 35 bhp (25,7 kW)       | 2972 mm      |
| D              | 1906             | 4 Reihe  | 40 bhp (29 kW)         | 2972 mm      |
| E              | 1906–1907        | 4 Reihe  | 60 bhp (44 kW)         | 3048 mm      |
| F              | 1907             | 4 Reihe  | 40 bhp (29 kW)         | 2972 mm      |
| G              | 1908–1909        | 4 Reihe  | 33 bhp (24 kW)         | 2946–2972 mm |
| H              | 1908–1910        | 4 Reihe  | 45 bhp (33 kW)         | 3150 mm      |
| I              | 1908–1910        | 6 Reihe  | 50–51 bhp (37–37,5 kW) | 3150–3327 mm |
| J              | 1910             | 6 Reihe  | 33 bhp (24 kW)         | 2946 mm      |
| 46             | 1911–1912        | 4 Reihe  | 46 bhp (34 kW)         | 3150 mm      |
| 51             | 1911–1912        | 6 Reihe  | 51 bhp (37,5 kW)       | 3327 mm      |
| 77 “Light Six” | 1913–1914        | 6 Reihe  | 52 bhp (38 kW)         | 3239 mm      |
| 72 “Big Six”   | 1913             | 6 Reihe  | 88 bhp (65 kW)         | 3327 mm      |
| 84             | 1914 / 1917–1918 | 4 Reihe  | 49 bhp (36 kW)         | 3048 mm      |
| 82             | 1915–1918        | 6 Reihe  | 61 bhp (45 kW)         | 3353 mm      |

## Trivia
Der deutsch-amerikanischer Maler, Grafiker und Karikaturist Lyonel Feininger bevorzugte Fahrräder der Marke Cleveland Cycles der Lozier Motor Company. Im Museum Lyonel Feininger in Quedlinburg ist ein Exemplar ausgestellt.